# Civil War: Secret Missions
Civil War: Secret Missions es un videojuego creado por Activision, el mismo que representó conflictos bélicos como por ejemplo en la saga Call of Duty. Salió a la venta el 4 de noviembre de 2008. Fue lanzado para Windows, PlayStation 2, PlayStation 3 y Xbox 360. El juego está situado en los campos de batallas más importantes de la Guerra de Secesión norteamericana. Tomas el papel de un soldado de la Confederación y luego, en el transcurso de las misiones, serás un militar de la Unión. Son en total 11 las misiones que hay que hacer para completar el juego. Tendrás un rango militar y te irán ascendiendo en el transcurso del videojuego. Hay una gran variedad de armas, desde armas de francotirador, cañones y más fusiles. También te darán puntos de habilidad, para mejorar la cantidad de municiones, el daño que causan las mismas, la vida y mucho más.
- Datos: Q3785902